# MEMORY メモリー
『MEMORY メモリー』（原題：Memory）は、2022年のアメリカ合衆国のアクション・スリラー映画。
Dario Scardapaneが脚本を担当し、マーティン・キャンベルが監督した。
ジェフ・ヒーラールツの小説『De Zaak Alzheimer』(1985年)を原作とし、同小説を映画化した2003年のベルギー映画『ザ・ヒットマン』のリメイク作品。
アルツハイマー病を患う暗殺者が引退を計画するが、少女を殺害することを拒否したために、自分自身が標的になってしまう。
出演はリーアム・ニーソン、ガイ・ピアース、モニカ・ベルッチ、ハロルド・トレス、タジ・アトウォル、レイ・フィアロン等。

## キャスト
※括弧内は日本語吹替。
アレックス・ルイス - リーアム・ニーソン（大塚明夫）
アルツハイマー型認知症の影響で、記憶障害に悩む殺し屋。「子どもは殺さない」という信条を持つ。
ヴィンセント・セラ - ガイ・ピアース（小松史法）
人身売買組織を追うFBI捜査官
ダヴァナ・シールマン - モニカ・ベルッチ（笹島かほる）
不動産業界の有力者
ランディ・シールマン - ジョシュ・テイラー
ダヴァナが溺愛する一人息子
リンダ・アミステッド - タジ・アトウォル（兼田めぐみ）
ヴィンセントの同僚のFBI捜査官
ウーゴ・マルケス - ハロルド・トレス
メキシコ連邦警察の刑事。ヴィンセントたちと共同で、人身売買組織を追う。
ジェラルド・ヌスバウム - レイ・フィアロン（中務貴幸）
ヴィンセントたちの上司
ダニー・モーラ刑事 - レイ・スティーヴンソン
地元警察の刑事。
マヤ - ステラ・ストッカー
ウィリアム・ボーデン - ダニエル・デ・ボーグ
依頼人。弁護士。
Maryanne Borden - ナタリー・アンダーソン
Dr. Joseph Myers - アタナス・スレブレフ
ダヴァナの主治医
マウリシオ - リー・ボードマン
依頼の仲介人。メキシコシティに住む
ベアトリス・レオン - ミア・サンチェス
父親に売春を強要されていた少女。
Papa Leon - アントニオ・ハラミーヨ
エリス・ヴァン・キャンプ - スコット・ウィリアムズ
建設業者
ウェンディ・ヴァン・キャンプ - Rebecca Calder
Emma Van Camp - Sofia Soltess
Drunk broker - ルイス・マンディロア

## 製作
2020年2月、マーティン・キャンベル監督のアクション・スリラー映画『MEMORY メモリー』に、リーアム・ニーソンが目立たずかつ精確な殺しに定評のある熟練の殺し屋役で出演することが発表された。2021年4月には、ガイ・ピアースやモニカ・ベルッチ、ハロルド・トレス、タジ・アトウォル、レイ・フィアロンが参加しての主要撮影がブルガリアで開始された。
本作の製作は、Briarcliff Entertainmentとオープン・ロード・フィルムズ、Black Bear Pictures、Welle Entertainment、Saville Productions、Arthur Sarkissian Productionsの共同で行われている。

## 公開
本作は、オープン・ロード・フィルムズとブライアクリフ・エンターテインメントによる共同配給のもと、2022年4月29日に全米公開された。